# 桃川
桃川株式会社（ももかわ）は、青森県上北郡おいらせ町に本社を置く酒類製造・販売業を行う企業。
キャッチコピーは「いい酒は朝が知っている」。

## 概要
江戸時代に始められた100石の有力者三浦家の清酒製造を発祥としており、1889年（明治22年）から村井酒造店として本格的に酒造りを開始した。
創業当時、百石川（奥入瀬川）の水を使用していたことから、「百」を「桃」にかえて「桃川」と名づけられた。現在も百石川の伏流水が酒造りに使用されている。
商標ラベルの「桃川」の文字は洋画家・日本画家の小杉放庵の筆によるもの。
2011年（平成23年）7月19日、同月1日付で韓国の企業グループの傘下に加わり新会社に移行したことが明らかとなった。
2014年（平成26年）12月17日、兵庫県・灘五郷の大手酒造メーカー白鶴酒造が桃川の株式を100%取得。

## 代表銘柄
- 桃川 - 大吟醸【大吟醸酒】
- ねぶた - 大吟醸純米【大吟醸純米酒】
- 杉玉 - 吟醸純米【吟醸純米酒】

CMでは「コクの桃川、キレのねぶた、うまさの杉玉」と紹介している。

## 略歴
- 1889年（明治22年） - 村井倉松が村井酒造店設立。百石の三浦家の有していた日本酒の製造権を継承し、村井酒造店を設立、清酒「桃川」製造販売を始める。
- 1944年（昭和19年） - 村井酒造店など13の蔵元を統合し、二北酒造株式会社設立。
- 1984年（昭和59年） - 二北酒造で製造の全5銘柄のうち、桃川以外の4銘柄（鳩正宗など）を新会社として同社から独立分離。二北酒造は桃川株式会社に社名変更。

## 受賞歴
全国新酒鑑評会
平成14酒造年 - 29酒造年
- 「桃川」金賞受賞 - 平成29年受賞

## 提供番組

### 現在
- 魅惑のヒットパレード（青森放送・ラジオ、月曜日 〜 金曜日）

### 過去
- 東奥日報ニュース（青森放送・テレビ、日曜夕方）
- JNNフラッシュニュース（青森テレビ、水曜夜）
- ABAニュース（青森朝日放送、木曜夜）

## CMについて
- 「♪it's so nice… 桃川〜♪」と流れる桃川のCMソングは、有名になる前のミュージシャン織田哲郎が作詞・作曲・歌を手掛けている。曲のタイトルは「It's so nice Momokawa」。1981年（昭和56年）から使われているが、以前は織田が歌うバージョンのCMに加え、歌手と曲調が異なる別バージョンのCMも流れていた。近年のCMは15秒タイプがほとんどのため、サビの部分あるいは最後の「♪桃川〜♪」だけしか聴くことが出来ない。2007年（平成19年）5月4日に、フジテレビ「Dのゲキジョー 〜運命のジャッジ〜」で織田哲郎の特集が放送されたが、その中で桃川のCMソングが歌詞テロップ付きで紹介された（青森県ではフジテレビ系列のテレビ局がないため、青森放送で同年9月14日に放送）。2019年（令和元年）8月31日に織田哲郎の公式YouTubeチャンネルのライブ配信でこの曲をギター弾き語りで歌っており、この際、30秒版のCMサイズがフルであることと、織田自身は当時のレコーディング以来この曲を歌っていなかったことを明かしている。フルサイズのCM曲は桃川がスポンサーを務める青森放送のラジオ番組「魅惑のヒットパレード」内のCMで使われている。
- また、それ以前には千昌夫が歌う別のCMソングがあったり、1980年代後半にはCM出演もした桜井真理亜が歌う別のCMソング（♪…ひと時の夢心地 今宵桃川〜♪という歌）もあった。
- 1980年代、北海道のHBCラジオで16時から17時15分まで放送されていた「ベストテンほっかいどう」の時間帯に桃川のラジオCMが流れていたが、初期は吉田拓郎の「旅の宿」のCMソングが使われていたが、後に、織田哲郎のCMソングに変更されている。
- 1990年代まで、青森県観光物産館アスパムに設けられていた企業紹介のブースで、過去の桃川のCMをビデオモニターで視聴することができた。